# 民國114年度總預算案刪減
2025年（114年度），中華民國中央政府提出的總預算達3兆1324億新台幣，但於立法院審議過程中遭刪減2075億，總預算餘下2兆9248億，並凍結2600億，總預算總額、餘額和刪凍額度均為歷來最高。
有分析指出賴清德政府與陳水扁政府同為朝小野大的分立政府，而此次在野黨刪減預算的比例較陳水扁政府高出數倍。針對該次預算案受到刪減和凍結的情況，卓榮泰內閣稱會導致施政難以實行，而在野黨中國國民黨、台灣民眾黨則稱此舉是嚴格監督預算。

## 背景
2024年立法委員選舉中，民主進步黨失去國會多數，成為「朝小野大」的少數派政府。
歷年預算
| 年度 | 預算案歲出編列 | 立法院三讀通過 | 預算增減 |
| ---- | -------------- | -------------- | -------- |
| 單位 | 兆             | 兆             | %        |
| 2014 | 1.9407         | 1.9162         | -        |
| 2015 | 1.9579         | 1.9346         | +0.97    |
| 2016 | 1.9982         | 1.9759         | +2.13    |
| 2017 | 1.9981         | 1.9740         | –0.10    |
| 2018 | 1.9998         | 1.9669         | –0.36    |
| 2019 | 2.0202         | 1.9980         | +1.58    |
| 2020 | 2.1022         | 2.0776         | +5.63    |
| 2021 | 2.1615         | 2.1359         | +2.81    |
| 2022 | 2.2784         | 2.2511         | +5.40    |
| 2023 | 2.7191         | 2.6891         | +19.46   |
| 2024 | 2.8818         | 2.8612         | +6.40    |
| 2025 | 3.1324         | 2.9248         | +2.22    |

## 審議歷程

### 交付審查
第十一屆立法院第二會期為預算會期，是賴清德政府首次提出預算案，並創下預算新高。民進黨黨團稱將理性與在野黨共同審查預算，國民黨黨團稱將嚴格審查。2024年8月，行政院會通過行政院主計總處彙編之預算案，並交由立法院審查。
第二會期於2024年9月20日開議，當日立委高金素梅以《原住民保留地禁伐補償條例》預算未到位為由，提議將預算案退回程序委員會，該提議最終通過。此後國民黨、民眾黨數度退回預算案，至11月初才交由各委員會審查。

### 提案及表決
預算案在委員會審查約3個月，在2025年1月完成審查後，於1月15日交由黨團協商。此時各立委對任何委員會送出的預算皆可提案修改，黨團協商時出現「案海」，國、眾兩黨在協商時提出約2800件修改案，加上委員會審查與民進黨提案共約3300案。
此時在野黨部分提案引發爭議：刪除公視全部預算、將數位發展部預算刪至1元、刪除台電撥補等。另有通案部分，刪去、凍結各部會設備費、業務費、水電費、文宣費等，比例自3%至100%不等。
近3300件提案在15日起開始協商，並預計在21日第二會期休會前三讀總預算案。17日時通案部分在在野黨合作下通過，刪去近940億元。20、21日則處理個別提案，自20日早上起持續至21日下午連夜不停審議、表決。除行政院外，監察院、總統府、中央研究院的業務費也被凍結或刪除。最終本次預算案合計減列約2076億，其餘額和減列均為史上最高。

## 後續

### 覆議
2025年3月12日，立法院否決114年總預算覆議案，行政院表示持續研擬合法合憲救濟途徑。

## 反應

### 政界

#### 執政
行政院長卓榮泰在預算審議時表態多次，稱大量預算刪除可能讓國家競爭衰退，並讓行政停擺、民眾洽公不便，希望能夠合理審預算。
監察院稱業務費用被大幅刪除以致業務將停擺，同時指控立法院過去諸多行為衝擊監察院職權，涉嫌違憲。

#### 在野
國民黨稱，此次預算仍為史上最高，賴清德稱癱瘓政府是在造謠生事、抹紅在野黨。

### 民間
針對文化部、文化幣預算刪除，書店、出版業、作家等文化人士稱這將毀滅台灣文化發起連署反對。